# Gabriella Pescucci
Gabriella Pescucci (ɡabriˈɛlla peˈskuttʃi; nascuda el 17 de gener de 1943) és una dissenyadora de vestuari italiana. Ha treballat amb directors com Pier Paolo Pasolini, Federico Fellini, Sergio Leone, Terry Gilliam, Martin Scorsese, Tim Burton i Neil Jordan. El 1994 va guanyar l'Oscar al millor vestuari per la pel·lícula L'edat de la innocència.

## Biografia
Gabriella Pescucci va néixer a la província de Livorno (Toscana). Va estudiar art a l'Acadèmia de Belles Arts de Florència. El 1966 es va traslladar a Roma amb la intenció expressa de convertir-se en dissenyadora de vestuari per al cinema. Va començar la seva carrera com ajudant a Piero Tosi a la Medea de Passolini i a Morte a Venezia de Visconti. Pescucci va fer els seus primers passos al cinema amb Giuseppe Patroni Griffi a principis dels anys 70, dissenyant vestits que es van inspirar en les pintures de Carpaccio i Leonardo.
l seu debut internacional va ser el 1984 amb Hi havia una vegada a Amèrica, pel que va guanyar el primer dels seus BAFTA al millor vestuari, el segon va ser per Les aventures del baró Munchausen de Terry Gilliam i el dissenyador de producció Dante Ferretti.
Va rebre moltes altres nominacions i premis, entre els quals un David di Donatello amb El nom de la rosa i un Oscar per L'edat de la innocència el 1993. Algunes de les seves obres més populars inclouen el disseny de vestuari de Charlie i la fàbrica de xocolata, Els miserables i Agora.
A més de la seva obra de cinema i televisió, ha dissenyat per a l'òpera, sobretot La Traviata a La Scala, Un ballo in maschera al Kennedy Centre a Washington, D.C., i La bohème a Florència.

## Crèdits
| Any       | Títol                             | Director                | Notes |
| --------- | --------------------------------- | ----------------------- | --- |
| 1963      | I cuori infranti                  | Vittorio Caprioli       | |
| 1967      | Arrriva Dorellik                  | Steno                   | |
| 1968      | I sette fratelli Cervi            | Gianni Puccini          | |
| 1969      | Medea                             | Pier Paolo Pasolini     | |
| 1970      | Uomini contro                     | Francesco Rosi          | |
| 1971      | Morte a Venezia                   | Luchino Visconti        | |
| 1971      | Addio fratello crudele            | Giuseppe Patroni Griffi | |
| 1974      | Paolo il caldo                    | Marco Vicario           | |
| 1974      | Identikit                         | Giuseppe Patroni Griffi | |
| 1974      | Fatti di gente perbene            | Mauro Bolognini         | Guanyador—Nastro d'Argento 1975 |
| 1975      | Divina creatura                   | Giuseppe Patroni Griffi | Guanyador—Nastro d'Argento 1976 |
| 1976      | L'herència Ferramonti             | Mauro Bolognini         | |
| 1977      | Il gabbiano                       | Marco Bellocchio        | |
| 1978      | Assaig d'orquestra                | Federico Fellini        | |
| 1980      | La città delle donne              | Federico Fellini        | Guanyador—Nastro d'Argento 1980 |
| 1981      | Tre fratelli                      | Francesco Rosi          | |
| 1981      | Passione d'amore                  | Ettore Scola            | |
| 1982      | La Nuit de Varennes               | Ettore Scola            | Nominat —Nastro d'Argento 1983 Guanyador—David di Donatello al millor vestuari 1983 |
| 1984      | Hi havia una vegada a Amèrica     | Sergio Leone            | Guanyador—BAFTA al millor vestuari 1985 |
| 1984      | Aurora                            | Maurizio Ponzi          | Telefilm |
| 1984      | Le bon roi Dagobert               | Dino Risi               | |
| 1985      | Orfeo                             | Claude Goretta          | |
| 1985      | Il trovatore                      | Brian Large             | TV Òpera |
| 1986      | El nom de la rosa                 | Jean-Jacques Annaud     | Guanyador—David di Donatello al millor vestuari 1987 Guanyador—Nastro d'Argento 1987 |
| 1987      | La famiglia                       | Ettore Scola            | Nominat—David di Donatello al millor vestuari 1987 |
| 1988      | Les aventures del baró Munchausen | Terry Gilliam           | Nominat—Academy Award al millor vestuari 1990 Nominat—Premi Saturn al millor vestuari 1991 Guanyador—BAFTA al millor vestuari 1990 Guanyador—Nastro d'Argento 1990                                                                                     |
| 1988      | Haunted Summer                    | Ivan Passer             | |
| 1988      | Splendor                          | Ettore Scola            | Nominat—David di Donatello al millor vestuari 1989 |
| 1989      | Che ora è?                        | Ettore Scola            | |
| 1990      | Norma                             |                         | Òpera per televisió de Felice Romani |
| 1992      | Indoxina                          | Régis Wargnier          | Nominat—César al millor vestuari 1993 |
| 1992      | La traviata                       | Manuela Crivelli        | Òpera a La Scala |
| 1993      | L'edat de la innocència           | Martin Scorsese         | Guanyador—Oscar al millor vestuari 1993 Guanyador—Nastro d'Argento 1993 |
| 1993      | Per amore, solo per amore         | Giovanni Veronesi       | Nominat—David di Donatello al millor vestuari 1994 |
| 1995      | La nit i el moment                | Anna Maria Tatò         | |
| 1995      | La lletra escarlata               | Roland Joffé            | |
| 1995      | Solomon and Sheba Slave of Dreams | Robert M. Young         | Showtime Telefilms shot in Morocco |
| 1996      | Cavalleria rusticana              |                         | Òpera per televisió escrita per Guido Menasci |
| 1998      | Dangerous Beauty                  | Marshall Herskovitz     | |
| 1998      | Les Misérables                    | Bille August            | |
| 1998      | Manon Lescaut                     | Manuela Crivelli        | TV Opera |
| 1998      | Cousin Bette                      | Des McAnuff             | |
| 1999      | A Midsummer Night's Dream         | Michael Hoffman         | |
| 1999      | Le temps retrouvé                 | Raúl Ruiz               | Nominat—César Award al millor vestuari 2000 |
| 2001      | Un ballo in maschera              | Carlo Battistoni        | Opera al Kennedy Centre a Washington, D.C. |
| 2003      | Perdutoamor                       | Franco Battiato         | Nominat—Nastro d'Argento 2004 |
| 2004      | Secret Passage                    | Ademir Kenović          | |
| 2004      | Van Helsing                       | Stephen Sommers         | Nominat—Premi Saturn al millor vestuari 2005 Nominat—Nastro d'Argento 2005 |
| 2005      | Charlie i la fàbrica de xocolata  | Tim Burton              | Nominat—BAFTA al millor vestuari 2006 Nominat—Premi Saturn al millor vestuari 2006 Nominat—Costume Designers Guild Awards 2006 Nominat—Oscar al millor vestuari 2006 Guanyador—Nastro d'Argento 2006                                                   |
| 2005      | El secret dels germans Grimm      | Terry Gilliam           | Guanyador—Capri Hollywood Award 2005 |
| 2007      | La traviata                       | Manuela Crivelli        | Opera at La Scala in Milà |
| 2007      | Beowulf                           | Robert Zemeckis         | |
| 2009      | Agora                             | Alejandro Amenábar      | Guanyador—Goya al millor disseny de vestuari 2010 Guanyador—Nastro d'Argento 2010 |
| 2010      | La prima cosa bella               | Paolo Virzì             | Nominat—David di Donatello al millor vestuari 2010 Guanyador—Nastro d'Argento 2010 |
| 2011      | Il gioiellino                     | Andrea Molaioli         | |
| 2011      | The Wholly Family                 | Terry Gilliam           | Short Film |
| 2011–2012 | The Borgias                       | Neil Jordan             | Showtime Historical Series Guanyador—Premis Emmy 2013 (Episodi 3.9 The Gunpowder Plot) Nominat—Premis Emmy 2012 (Episodi 2.10 The Confession) Guanyador—Premis Emmy 2011 (Episodi 1.04 Lucrezia's Wedding) Nominat—Costume Designers Guild Awards 2014 |
| 2014      | Penny Dreadful                    | John Logan              | Showtime Historical Series Nominat—BAFTA TV Craft Awards 2015 Pending—Costume Designers Guild Awards 2016 |